# Yūichirō Nagai
Yūichirō Nagai (jap. 永井 雄一郎 Nagai Yūichirō; * 14. Februar 1979 in Tokio) ist ein japanischer Fußballspieler.

## Karriere
Nagai spielte seit der Grundschulzeit für Mitsubishi Yowakai, einem von Mitsubishi unterstützen Sportklub in Tokio. Nach dem Abschluss der Oberschule ging er zu den Urawa Reds, wo er am 12. April 1997 sein Profidebüt gab. In seiner ersten Saison kam er auf 30 Einsätze und erzielte drei Tore. Im Sommer des Jahres 1998 wurde er für eine Saison nach Deutschland ausgeliehen, zum Karlsruher SC. 1999 kehrte er nach Urawa zurück. 2003 übernahm er die Rückennummer 9 von Masahiro Fukuda, dem Mister Reds. Auch wenn er seit dieser Zeit nicht immer zur Stammelf gehörte, kommt er regelmäßig auf über 20 Einsätze pro Saison.
Seit seiner Jugendzeit spielte Nagai auch in den verschiedenen Jugendnationalmannschaften. Er spielte zwei Mal bei der Junioren-Fußballweltmeisterschaft, und zwar 1997 in Malaysia und 1999 in Nigeria. In Nigeria erreichte die japanische Mannschaft das Finale, unterlag dort aber Spanien. In die A-Nationalmannschaft wurde er erstmals 2003 berufen und nahm am Konföderationen-Pokal 2003 teil.

## Spielstil
Nagai ist im japanischen Vergleich ein sehr großer Spieler. Allerdings sind Kopfballtore von ihm eher selten. Seine Spezialität ist vor allem das Dribbling. So erzielte er in der Saison 2004 bei seinem Hattrick gegen Tokyo Verdy 1969 unter anderem ein Tor nach einem Dribbling von etwa 70 Metern.